# Corynanthe
Corynanthe är ett släkte av måreväxter. Corynanthe ingår i familjen måreväxter.
Kladogram enligt Catalogue of Life:
| Corynanthe | \| \| Corynanthe mayumbensis \| \| \| \| \| \| Corynanthe pachyceras \| \| \| \| \| \| Corynanthe paniculata \| \| \| \| |
|            | \| \| Corynanthe mayumbensis \| \| \| \| \| \| Corynanthe pachyceras \| \| \| \| \| \| Corynanthe paniculata \| \| \| \| |
|            | Corynanthe mayumbensis                                                                                                   |
|            | |
|            | Corynanthe pachyceras |
|            | |
|            | Corynanthe paniculata |
|            | |